# Museo de la Infancia El Pequeño Sula
El Museo de la Infancia El Pequeño Sula, conocido como El Pequeño Sula, es un museo del niño en San Pedro Sula, Honduras dedicado a la enseñanza de las ciencias y tecnología para los niños y niñas.
Es uno de dos museos en Honduras diseñados para los niños, junto con Chiminike en Tegucigalpa. Es un destino popular de libre acceso para niños de escuelas locales.

## Historia
El museo se inauguró en 1998 por el Ayuntamiento de San Pedro Sula que pagó su construcción. En 1999 la gestión y administración del museo pasó a las manos de la recién creada Fundación del Museo de la Infancia El Pequeño Sula, una organización sin ánimo de lucro. La presidenta de la fundación es siempre la esposa del alcalde de turno de San Pedro Sula.
Entre 2005 y 2014 el museo fue visitado por 251,580 personas. En 2019 el museo reportó unos 65.000 visitantes anuales.

## Colección
El museo incluye espacios interactivos con distintas temáticas de las ciencias. Las exhibiciones están diseñadas para ser interactivas para los niños y abarcan temas científicos como la astronomía, geografía, geología, el medio ambiente y la paleontología. Algunas de las exhibiciones dentro del museo son la exhibición de la Policía Nacional de Honduras que fue inaugurada en 2014, y más recientemente la exhibición de Aventura Jurásica, inaugurado en 2016, que contiene fósiles y una réplica a escala de un dinosaurio Tiranosaurio Rex y huevos de dinosaurio.